# Герб Яранска
Герб муниципального образования «Город Яранск» — опознавательно-правовой знак, составленный и употребляемый в соответствии с правилами геральдики, служащий символом Яранского городского поселения Яранского района Кировской области Российской Федерации.

## Описание герба
Описание герба:
В лазоревом поле с повышенной зелёной выпуклой оконечностью две идущие влево золотые утки с червлёными глазами, клювами и лапами.

## История создания
- Герб города, основанный на историческом гербе 1781 года, утверждён решением Яранской городской Думы[1].
- Герб города Яранска включён в Государственный геральдический регистр Российской Федерации под № 5036[1].

## Исторические гербы

### Герб 1781 года

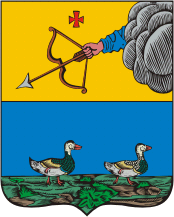
Герб Яранска
(1781 год)

11 (22) сентября 1780 года именным указом императрицы Екатерины II было образовано Вятское наместничество с центром в городе Хлынове, переименованном в Вятку. В 1781 году правящий должность герольдмейстера, действительный статский советник А. А. Волков представил гербы городов наместничества на Высочайшее утверждение. Исторический герб Яранска был Высочайше утверждён 28 мая (8 июня) 1781 года императрицей Екатериной II вместе с другими гербами городов Вятского наместничества.

Описание герба гласило:
В верхней части щита герб Вятский, в нижней части в голубом поле две дикие утки в знак того, что в окрестностях сего города сею птицею изобильно.

### Герб 1971 года
3 ноября 1971 — исполнительный комитет Яранского городского Совета депутатов трудящихся постановлением № 172 утвердил новый герб Яранска, авторами которого стали Ю. М. Халтурин и Б. А. Дрягин.

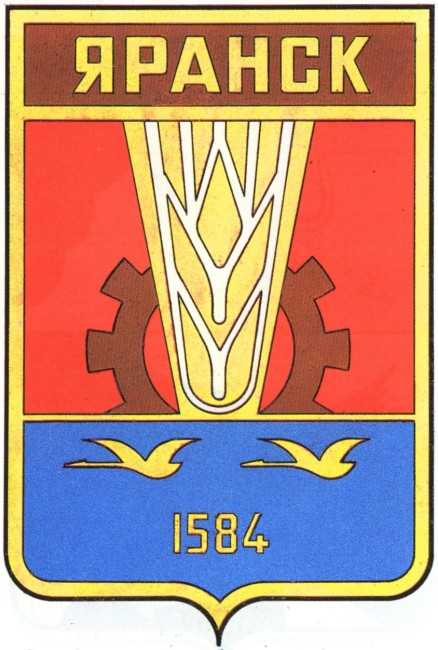
Герб Яранска
(1971 год)

Этот герб может быть описан следующим образом:
Щит разделён на две части. В верхней большей части на красном фоне изображены шестерня и колос, в нижней меньшей синей части два летящих золотых гуся и дата «1584». В верхней, отсечённой, части щита надпись с названием города.